# Prekinuti snošaj
Prekinuti snošaj (lat. coitus interruptus – coitus „snošaj“ i interruptus „prekinuti“) je seksualni odnos pri kojim muškarac ejakulira izvan rodnice. Nekada se je smatralo učinkovitim sredstvom sprječavanja trudnoće bez vanjskih uređaja. 
Izraz je skovao na području medicine William Goodwell. Moderna medicina je dokazala da to vrlo nepouzdan način prevencije trudnoće. 

## Vanjske poveznice
- Cybermed  Arhivirana inačica izvorne stranice od 6. ožujka 2009. (Wayback Machine)